# Oxyopes birabeni
Oxyopes birabeni är en spindelart som beskrevs av Cândido Firmino de Mello-Leitão 1941. 
Oxyopes birabeni ingår i släktet Oxyopes och familjen lospindlar. Inga underarter finns listade i Catalogue of Life.